# Aquitaine (vonat)
Az Aquitaine egy francia belföldi vasúti Trans-Europ-Express járat volt, amely 1971 és 1990 között Paris-Austerlitz és Bordeaux-Saint-Jean állomások között közlekedett. Az Société Nationale des Chemins de fer français (SNCF) üzemeltette. Csak első osztályú kocsikat továbbító Trans Europ Express (TEE) járat volt 1984-ig, majd egy két kocsiosztályú Rapide járat lett az 1990 körüli megszűnéséig.
A vonatot Aquitaine régióról nevezték el, amelynek fővárosa Bordeaux.

## Alapútvonal
Az Aquitaine fő útvonala az 584 km hosszúságú Párizs–Bordeaux-vasútvonal volt. Kezdetben a vonat megállás nélkül közlekedett, de mire megszüntették, a következő megállói lettek:
- Gare de Bordeaux-Saint-Jean - Gare d'Angoulême - Gare de Poitiers - Gare de Saint-Pierre-des-Corps - Párizs-Austerlitz

### Variációk
1984 végétől az Aquitaine északi irányú útját meghosszabbították, hogy hétfőnként eljusson Hendaye-be (az ünnepnapok kivételével). Más üzemnapokon, keddtől péntekig a vonat továbbra is Bordeaux-ig közlekedett. A déli irányú utak hétfőtől csütörtökig folytatódtak Bordeaux-ban, de péntekenként (az ünnepek kivételével) meghosszabbodtak Pau-ig, 1986 őszén pedig tovább Tarbes-ig (csak pénteken).

## Története
A járatot 1971. május 23-án indították el, egy másik nevezetes járat, az Étendard Rapide kiegészítéseként, amely 1968 óta ugyanazon az útvonalon, de ellentétes irányban (azaz Párizs – Bordeaux – Párizs) közlekedett.
Működése első két évében az Aquitaine TEE 2 vonatszámmal 07:15-kor indult Bordeaux-Saint-Jean-ból és 11:25-kor ért Párizs-Austerlitzbe; a visszatérő Aquitaine, a TEE 1 vonatszámon, 17:55-kor indult Párizsból, és 21:55-kor érkezett Bordeaux-ba.
Az Aquitaine üzleti utazókat célozta meg, ezért nem közlekedett sem szombaton, sem a főszezonban.
Az 1971/72-es téli menetrend kezdetén az Étendard TEE járattá vált, a TEE 5/4 vonatszámon. Ez azt jelentette, hogy hétköznap két TEE vonat, az Aquitaine és az Étendard ugyanazon útvonalon közlekedett mindkét irányban.
Az 1973-as nyári menetrendtől kezdve a reggeli Aquitaine 45 perccel később indult.
1981 nyarán mind a reggeli, mind az esti Aquitania-szolgáltatás megállt Angoulême-ban. 1981/82-es telén mindkét járat újabb állomással, Poitiers-szel bővült, és a reggeli vonat Saint-Pierre-des-Corps-ban is megállt. 1982 nyarán a Saint-Pierre-des-Corps megállást felvették az esti vonat menetrendjébe is.
Ezek a további megállók nem győzték le az Aquitaine iránti igény csökkenését. Az 1983/84-es téli menetrendre a reggeli vonatok Bordeaux-ból való indulását fél órával későbbre tették, és mindkét járat működési napjait csökkentették: a reggeli vonat keddtől péntekig közlekedett, az esti vonat pedig hétfőtől csütörtökig.
A következő menetrendváltozáskor az Aquitaine-t két kocsiosztályú InterCity / Rapide járattá minősítették át, és június vége és szeptember eleje között nem közlekedett. A légi utazásokkal szembeni fokozott verseny miatt az első osztályú kocsikból álló vonat üzemeltetése étkezőkocsival és büféautóval egyaránt már nem volt megvalósítható. A vonat TEE-ként utoljára 1984. május 30-án közlekedett.
Az Aquitaine 1988-ban még hétfőtől péntekig Rapideként tovább működött, de 1990 körül a Párizs és Bordeaux közötti TGV-szolgáltatás bevezetésével teljesen megszűnt.

## Vonatösszeállítás
Az Aquitania-t általában az SNCF 1,5 kV egyenáramú, CC 6500 sorozatú villamos mozdonyai vontatták. A mozdony elejére egy, a vonat nevét viselő fémtámlát rögzítettek, ezt a  gyakorlatot azokra a mozdonyokra is alkalmaztak, amelyek a Le Capitole és az Étendard járatokat továbbították.
A vonat gördülőállományának összeállítása az SNCF Voiture Grand Confortkocsijaiból történt, egy szerelvény egy A4Dtux, két A8tu, négy A8u, egy A3rtu és egy Vr sorozatú kocsiból állt. A személykocsikat jellegzetes piros, narancssárga, világosszürke és palaszürke színnel festették le.
Szükség esetén a szerelvényt két további személykocsi egészítette ki.
Az Aquitaine járatot teljes fennállása alatt a Compagnie Internationale des Wagons-Lits (CIWL) látta el étkezőkocsival.